# Salamandroidea
Salamandroidea  è un sottordine di anfibi dell'ordine dei Caudati o Urodeli.

## Descrizione
Hanno corpi umidi, le zampe corte e lunghe code. La pelle umida consente loro di vivere quasi esclusivamente presso l'acqua o un terreno acquitrinoso, specialmente nella foresta. Alcune specie restano acquatiche per tutta la vita, altre invece ritornano in acqua di tanto in tanto, altre ancora da adulte vivono esclusivamente sulla terra.
Somigliano vagamente alle lucertole ma si possono facilmente distinguere da queste ultime per la testa a forma di rana e per la mancanza di scaglie. Sono in grado di rigenerare coda, zampe e altre parti del corpo quando queste vengono perdute; diversamente dalle lucertole, la rigenerazione avviene in modo perfetto e non ricostruendo in cartilagine l'originaria struttura ossea.

## Tassonomia
Comprende le seguenti famiglie:
- Ambystomatidae
- Amphiumidae
- Dicamptodontidae
- Plethodontidae
- Proteidae
- Rhyacotritonidae
- Salamandridae